# Skuldelevschepen

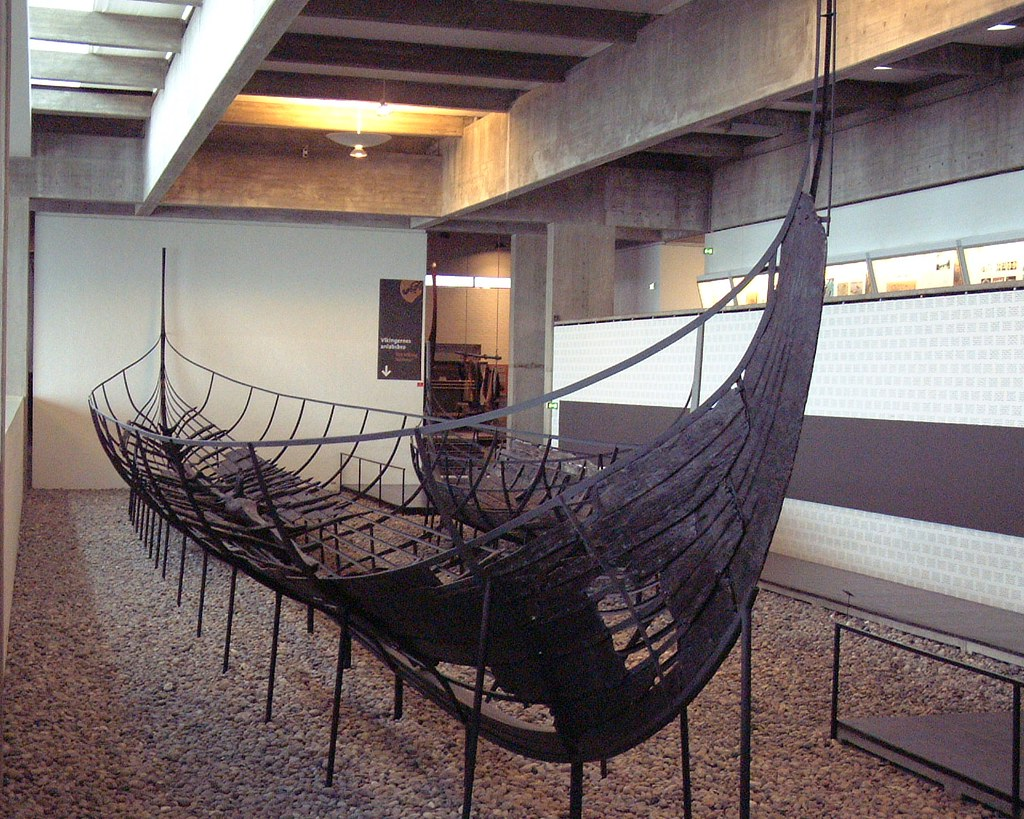
Skuldelev 2

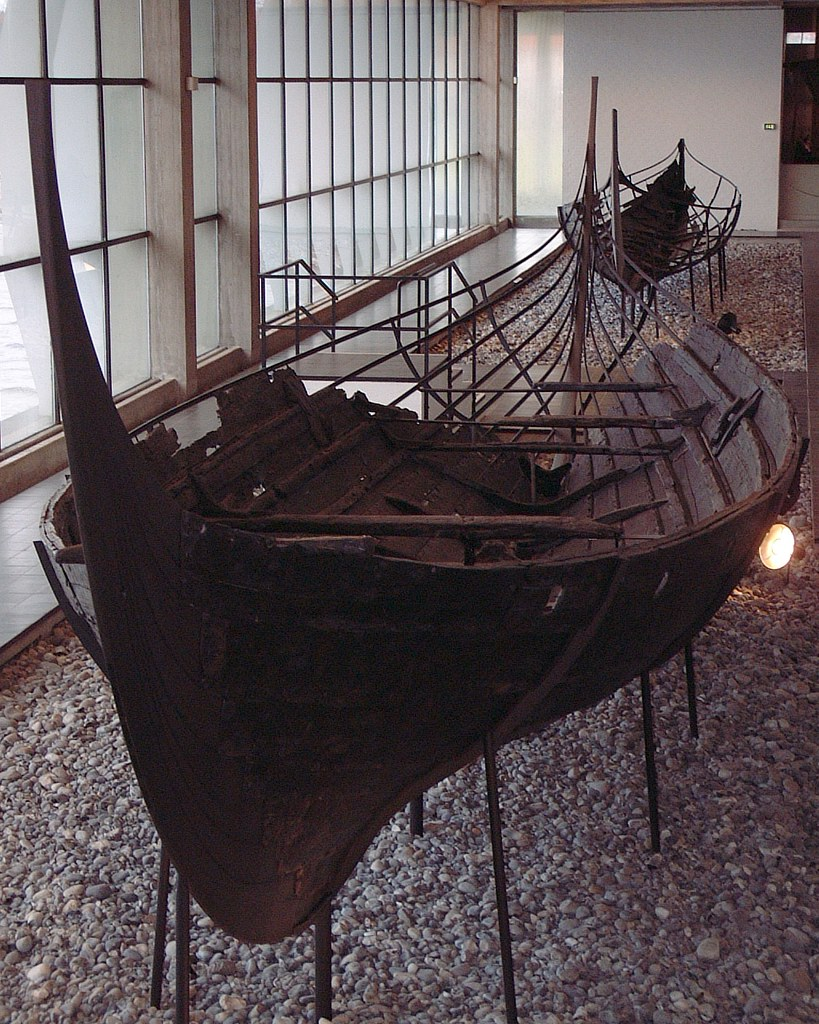
Skuldelev 3

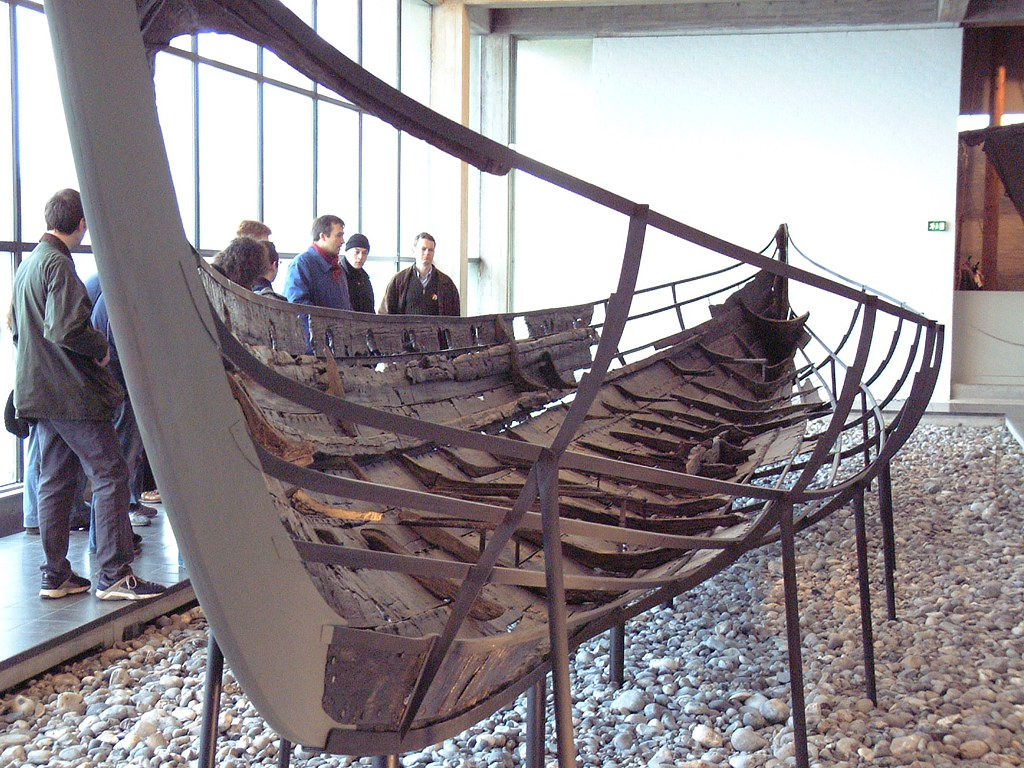
Skuldelev 5

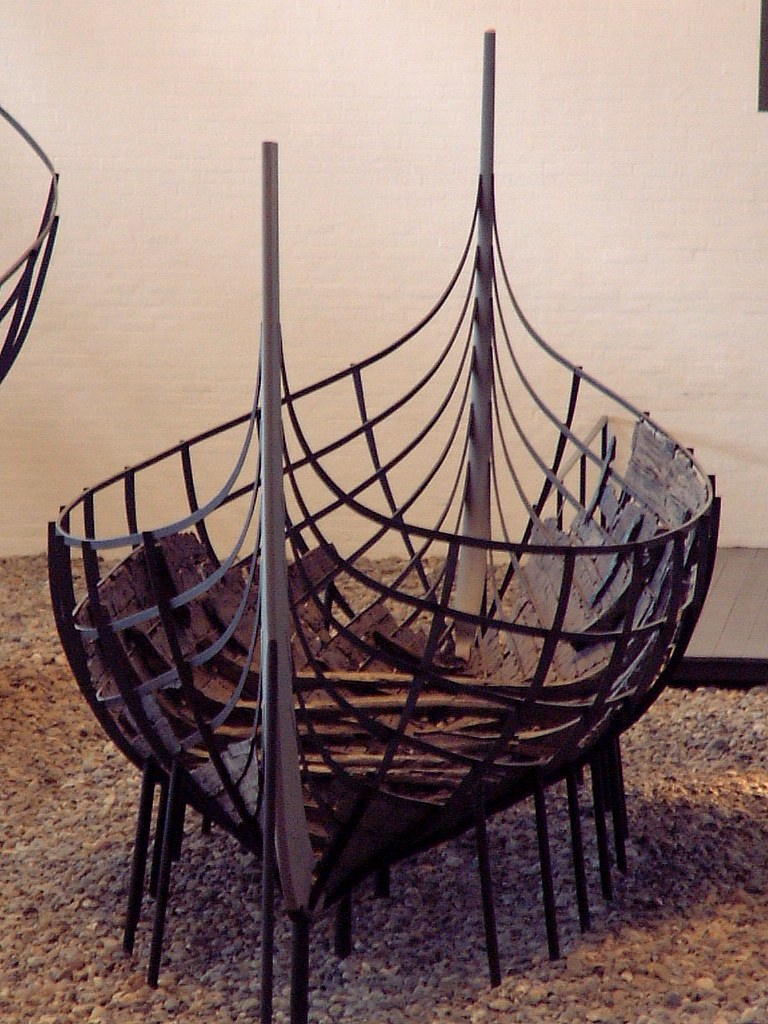
Skuldelev 6

De Skuldelevschepen zijn vijf Vikingschepen die rond 1960 in Skuldelev, 20 kilometer van Roskilde in Denemarken, zijn gevonden. De schepen werden rond het jaar 1070 afgezonken om de baai te blokkeren en zo beter te kunnen verdedigen. De restanten van de schepen werden in 1962 opgegraven en worden nu in het Vikingschipmuseum in Roskilde getoond.

## Skuldelev 1
De Skuldelev 1 is een zeewaardig vrachtschip, mogelijk van het knarrtype. Het is 16 meter lang en 4,8 meter breed en is gemaakt van grenen-, linden en eikenhout. Het werd in het westen van Noorwegen gebouwd en had een bemanning van 6 tot 8 personen.

## Skuldelev 2/4
De Skuldelev 2 is een eikenhouten zeewaardig oorlogsschip, een langschip, mogelijk van het skeidtype. Het is ongeveer 30 meter lang en 3,8 meter breed. Het werd rond 1042 in de omgeving van Dublin gebouwd. Het had een totale bemanning van 70 tot 80 personen, waaronder 60 roeiers. Door de vorm van het schip kon het onder zeil een topsnelheid van 15 tot 20 knopen (27 tot 36 km/h) halen.
Een reconstructie van dit schip, de Havhingsten fra Glendalough, werd tussen 2000 en 2004 gebouwd door het Vikingmuseum in Roskilde. Het zeilde in de zomer van 2007 van Roskilde via Schotland naar Dublin en het volgende jaar via het Kanaal weer terug.

## Skuldelev 3
De Skuldelev 3 is een vrachtschip, mogelijk van het byrdingtype. Het is circa 14 meter lang en 3,3 meter breed en is gemaakt van eikenhout. Het werd gebouwd in Denemarken. Het was goed afgestemd op kortere vaarten in de Deense wateren en de Oostzee. Het had een bemanning van 5 tot 6 personen. De snelheid kon oplopen tot 8,5 knopen (16 km/h) onder zeil.

## Skuldelev 5
De Skuldelev 5 is een klein oorlogsschip, mogelijk van het snektype. Het is circa 17,3 meter lang en 2,5 meter breed en is gemaakt van eiken-, grenen-, elzen- en essenhout. Het werd gebouwd in het gebied rond Roskilde en was speciaal bedoeld voor in de Deense wateren en de Oostzee. Het kon een topsnelheid van 15 knopen (28 km/h) halen.
Een replica van dit schip is de "Sebbe Als van Augustenborg".

## Skuldelev 6
De Skuldelev 6 is een vracht- en vissersschip, mogelijk van het ferjatype. Het is circa 11,2 meter lang en 2,5 meter breed en is gemaakt van eiken-, grenen, en berkenhout. Het werd gebouwd in de Sognefjord in het westen van Noorwegen en had een bemanning van 12 tot 14 personen.